# ووت وای‌ای-۷اف
ووت وای‌ای-۷اف استرایک فایتر(به انگلیسی: Vought YA-7F Strikefighter) پیش نمونهٔ یک هواپیمای تهاجمی فراصوت بود که بر پایه هواپیمای فروصوت ای-۷ کرسر۲ ساخت شده. دو پیش نمونه از این هواپیما با تغییراتی در ای-۷دی ساخته شد. وای‌ای-۷اف هرگز به تولید انبوه نرسید و اف-۱۶ فایتینگ فالکن جای آن را گرفت.